# 德賴托爾峰

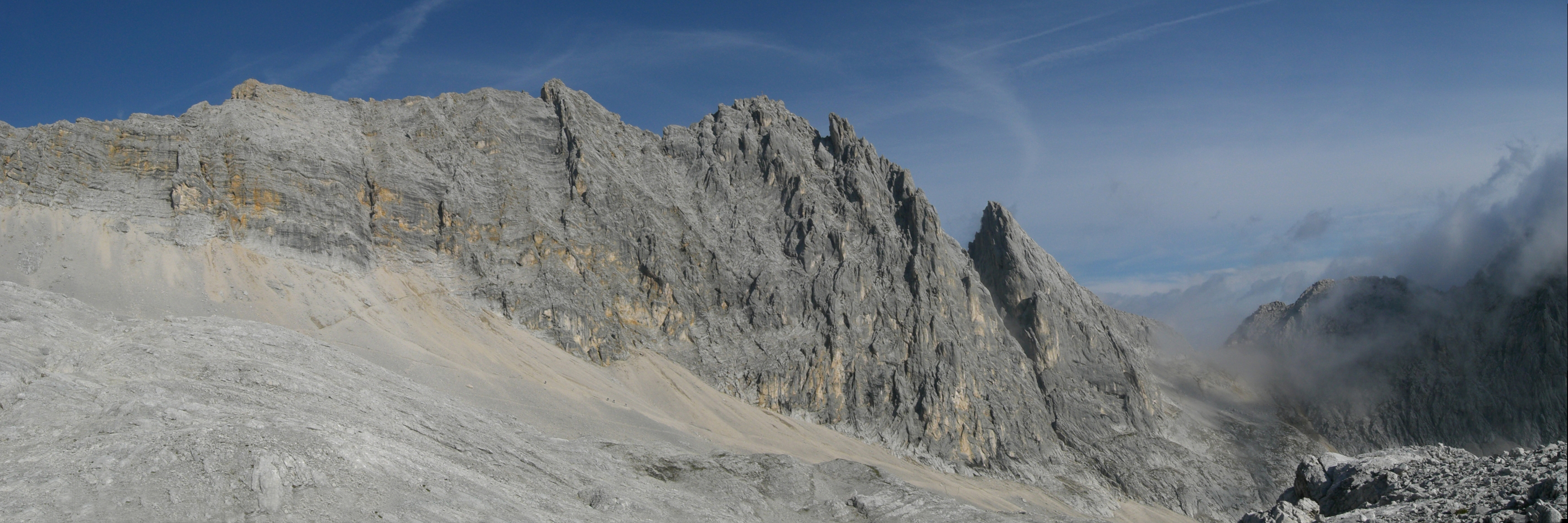

47°24′0″N 11°7′26″E / 47.40000°N 11.12389°E
德賴托爾峰（德語：Dreitorspitze），是奧地利的山峰，位於該國西部，由蒂羅爾州負責管轄，屬於韋特施泰因山脈的一部分，距離上瓦納峰5.2公里，海拔高度2,682米。